# Gabriel Guérin
Gabriel Fernand Charles Guérin (25. července 1892, Maroko – 1. srpna 1918) byl desátým nejúspěšnějším francouzským stíhacím pilotem první světové války s celkem 23 uznanými a 10 pravděpodobnými sestřely.
Guérin zahynul 1. srpna 1918, když jeho SPAD S.VII po vzletu narazil do země.
Během války získal mimo jiné tato vyznamenání: Médaille militaire, Légion d'honneur a Croix de guerre.